# Ouled Khaled
Ouled Khaled (em árabe: أولاد خالد) é uma comuna localizada na província de Saïda, Argélia. De acordo com o censo de 2008, a população total da cidade era de 30 484 habitantes.